# Fruängen (Stockholms tunnelbana)
Fruängen ist eine oberirdische Station der Stockholmer U-Bahn. Sie befindet sich im gleichnamigen Stadtteil Fruängen. Die Station wird von der Röda linjen des Stockholmer U-Bahn-Systems bedient. Sie gehört zu den eher mäßig frequentierten Stationen des U-Bahn-Netzes. An einem normalen Werktag steigen 9.800 Pendler hier zu.
Die Station wurde am 5. April 1964 in Betrieb genommen, als der erste Abschnitt der Röda linjen zwischen T-Centralen und Fruängen eingeweiht wurde. Die Station verfügt über zwei oberirdische Gleise und liegt 47 Meter über dem Meeresspiegel und ist damit die höchstgelegene Station der Tunnelbana. Die Station ist die Endstation der Linie T14 der Röda linjen. Bis zum Stockholmer Hauptbahnhof sind es etwa 8,5 Kilometer.